# Saison 3 de Mes parrains sont magiques
Chronologie
Saison 2 Saison 4
La troisième saison de Mes parrains sont magiques, ou Tes désirs sont désordres au Québec, est initialement diffusée aux États-Unis le 2 mai 2003 sur Nickelodeon et s'achève le 21 novembre 2003. La série est créée par Butch Hartman, et produite par Frederator Studios. La série Mes parrains sont magiques est également l'une des séries Nickelodeon les plus longues, après Les Razmoket et Bob l'éponge.

## Production

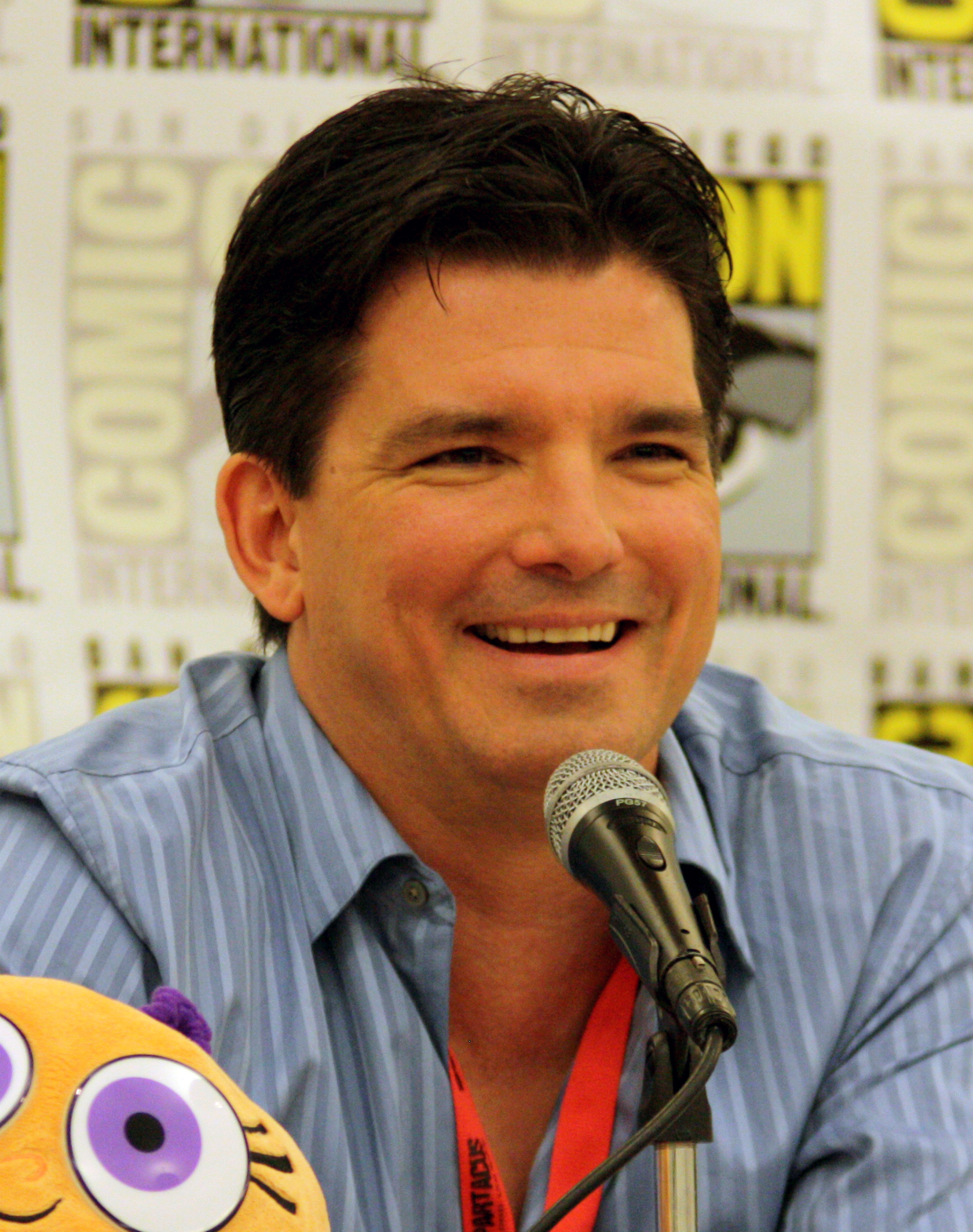
Butch Hartman, créateur de la série.

Le producteur de la série, Butch Hartman, crée Mes parrains sont magiques en tant que court-métrage intitulé Parrains magiques (Fairy Godparents), l'une des 39 séries d'animation diffusées dans l'émission Oh Yeah! Cartoons de Fred Seibert. Nickelodeon commande six épisodes qui seront diffusés pour la première fois sur la chaîne le 30 mars 2001, une demi-heure avant la diffusion de la série Invader Zim. Le 11 avril 2006, la chaîne britannique Nicktoons UK diffuse neuf courts-métrages Oh Yeah! Cartoons de la série en trois épisodes. 
Dès les premières diffusions, Mes parrains sont magiques devient populaire, encore plus que la série Invader Zim. Nickelodeon gagne de l'audience au fur et à mesure des diffusions. La popularité de la série est en partie due à Bob l'éponge. Autre que Bob l'éponge, cette série est classée comme l'une des meilleures séries à hautes audiences. Entre 2002 à 2003, le public s'agrandit considérablement, et parvient à dépasser Bob l'éponge en matière d'audience.

## Épisodes
| No. de série | No. de saison | Titre                                                                       | Scénario                                 | Réalisation                                              | Date de diffusion | Date de diffusion | Code prod. |
| --- | ------------- | --------------------------------------------------------------------------- | ---------------------------------------- | -------------------------------------------------------- | ----------------- | ----------------- | ---------- |
| 27 | 1a            | Le Vœu le plus cher Most Wanted Wish                                        | Gary Conrad                              | Scott Fellows                                            | 2 mai 2003        |                   | 304a       |
| Timmy souhaite être l'enfant le plus désiré du monde. Il est alors harcelé par tous les habitants de Dimmsdale — dont Katie. Le FBI lui en veut également, pensant qu'il est le criminel le plus recherché. |               |                                                                             |                                          |                                                          |                   |                   |            |
| 27 | 1b            | Cosmo bat de l'aile This Is Your Wish                                       | Sarah Frost                              | Butch Hartman, Steve Marmel, Scott Fellows & Jack Thomas | 2 mai 2003        |                   | 304b       |
| Mama Cosma force son fils Cosmo à participer à une émission de téléréalité durant laquelle le public décide s'il doit rester en couple avec Wanda ou revenir vivre chez sa mère.                            |               |                                                                             |                                          |                                                          |                   |                   |            |
| 28 | 2a            | Papa, Maman et Mâchoire-Rouge The Crimson Chin Meets Mighty Mom & Dyno Dad! | Ken Bruce & Butch Hartman                | Butch Hartman & Steve Marmel                             | 9 mai 2003        |                   | 303a       |
| Le super héros préféré de Timmy s'échappe dans le monde réel. |               |                                                                             |                                          |                                                          |                   |                   |            |
| 28 | 2b            | Quand papa s'achète un jouet Engine Blocked                                 | Wincat Alcala & Butch Hartman            | Jack Thomas                                              | 9 mai 2003        |                   | 303b       |
| Le père de Timmy devient accro à un jouet. |               |                                                                             |                                          |                                                          |                   |                   |            |
| 29 | 3a            | La Nuit des télévores Sleepover and Over                                    | Ken Bruce & Butch Hartman                | Scott Fellows, Steve Marmel & Jack Thomas                | 17 mai 2003       |                   | 302a       |
| Timmy invite ses amis à une soirée pyjama. La soirée tourne court quand il doit jouer les médiateurs. |               |                                                                             |                                          |                                                          |                   |                   |            |
| 29 | 3b            | Madame Météo Mother Nature                                                  | Gary Conrad                              | Scott Fellows & Jack Thomas                              | 17 mai 2003       |                   | 302b       |
| La mère de Timmy devient la nouvelle madame météo. Ce faisant, toutes ses prédictions s'avéreront exactes.                                                                                                  |               |                                                                             |                                          |                                                          |                   |                   |            |
| 30 | 4a            | Fini, dodo Beddy Bye                                                        | Wincat Alcala & Butch Hartman            | Steve Marmel, Jack Thomas & Scott Fellows                | 23 mai 2003       |                   | 305a       |
| Timmy souhaite que plus personne ne dorme. |               |                                                                             |                                          |                                                          |                   |                   |            |
| 30 | 4b            | C'est toujours mieux chez les autres The Grass Is Greener                   | Ken Bruce & Butch Hartman                | Steve Marmel, Jack Thomas & Spencer Green                | 23 mai 2003       |                   | 305b       |
| Timmy fugue de chez lui. |               |                                                                             |                                          |                                                          |                   |                   |            |
| 31 | 5             | Pourquoi le prof est-il méchant ? The Secret Origin of Denzel Crocker!      | Gary Conrad, Sarah Frost & Wincat Alcala | Butch Hartman & Steve Marmel                             | 27 juin 2003      |                   | 306        |
| Timmy tente de comprendre les raisons de la méchanceté de Crocker. |               |                                                                             |                                          |                                                          |                   |                   |            |
| 32 | 6             | Un anniversaire pas comme les autres Abra-Catastrophe!                      | Butch Hartman                            | Butch Hartman & Steve Marmel                             | 12 juillet 2003   |                   | 301        |
| Mr Crocker réussit à capturer Cosmo et Wanda et à régir le monde à sa manière. |               |                                                                             |                                          |                                                          |                   |                   |            |
| 33 | 7a            | Silence! Pipe Down!                                                         | Sarah Frost                              | Butch Hartman, Steve Marmel, Jack Thomas & Scott Fellows | 26 septembre 2003 |                   | 308a       |
| Timmy souhaite que la ville entière soit silencieuse. |               |                                                                             |                                          |                                                          |                   |                   |            |
| 33 | 7b            | Le Grand Scoop ! The Big Scoop!                                             | Wincat Alcala & Gary Conrad              | Butch Hartman & Steve Marmel                             | 26 septembre 2003 |                   | 308b       |
| Cet épisode reprend la trame de l'épisode "A Wish Too Far", mais suit cette fois le point de vue de Charlie et Arthur.                                                                                      |               |                                                                             |                                          |                                                          |                   |                   |            |
| 34 | 8a            | Vague de crime Crime Wave                                                   | Wincat Alcala & Butch Hartman            | Butch Hartman & Steve Marmel                             | 10 octobre 2003   |                   | 309a       |
| Le super héros de Timmy revient à la vie. |               |                                                                             |                                          |                                                          |                   |                   |            |
| 34 | 8b            | C'est mon ballon Odd Ball                                                   | Sarah Frost                              | Jack Thomas, Scott Fellows & Jim Heght                   | 10 octobre 2003   |                   | 309b       |
| Timmy devient le joueur de basketball le plus célèbre de l'univers. |               |                                                                             |                                          |                                                          |                   |                   |            |
| 35 | 9a            | Wanda a disparu Where's Wanda?                                              | Gary Conrad                              | Jack Thomas                                              | 17 octobre 2003   |                   | 310a       |
| Timmy enquête sur la disparition de Wanda. |               |                                                                             |                                          |                                                          |                   |                   |            |
| 35 | 9b            | Le Copain imaginaire Imaginary Gary                                         | Gary Conrad                              | Steve Mamrel & Butch Hartman                             | 17 octobre 2003   |                   | 310b       |
| Timmy souhaite que son ami imaginaire devienne réel. |               |                                                                             |                                          |                                                          |                   |                   |            |
| 36 | 10a           | Kung-fu Timmy Kung Timmy                                                    | Wincat Alcala & Gary Conrad              | Jack Thomas & Scott Fellows                              | 11 novembre 2003  |                   | 307a       |
| Timmy doit apprendre le kung-fu. |               |                                                                             |                                          |                                                          |                   |                   |            |
| 37 | 10b           | La Chasse aux sorcières Which Witch Is Which?                               | Sarah Frost & Ken Bruce                  | Butch Hartman & Jack Thomas                              | 11 novembre 2003  |                   | 307b       |
| Timmy affronte un chasseur de sorcières. |               |                                                                             |                                          |                                                          |                   |                   |            |
| 38 | 11a           | Cassez la voix Chip Off The Old Chip                                        | Wincat Alcala & Butch Hartman            | Butch Hartman, Steve Marmel & Jack Thomas                | 21 novembre 2003  |                   | 311a       |
| Timmy souhaite avoir la voix de Patrick Truelle, mais il se retrouve alors avec une impossibilité de renverser son vœu.                                                                                     |               |                                                                             |                                          |                                                          |                   |                   |            |
| 39 | 11b           | Du ketchup sur la neige Snow Bound                                          | Sarah Frost                              | Scott Fellows                                            | 21 novembre 2003  |                   | 311b       |
| Timmy et Vicky affrontent un bonhomme de neige. |               |                                                                             |                                          |                                                          |                   |                   |            |